# Репинотан
Репинотан (BAYx3702) — химическое соединение, аминометилхромановое производное, является высокопотентным селективным полным агонистом 5-HT1A рецепторов с высокой эффективностью Он имеет нейропротективные эффекты в экспериментах на животных и исследовался у человека с целью уменьшения повреждений мозга при травмах черепа. Затем он исследовался вплоть до фазы II с целью лечения ишемического инсульта, но, хотя побочные эффекты были невелики и состояли в основном в тошноте, репинотан показал недостаточную клиническую эффективность для того, чтобы оправдать затраты на дальнейшие исследования.. Однако репинотан продолжает исследоваться в других целях. В частности, было обнаружено, что он может быть эффективен в уменьшении депрессии дыхания, вызываемой морфином, хотя при этом немного уменьшает его анальгетический эффект.